# E·內斯比特
意蒂絲·内斯比特（英語：Edith Nesbit，婚後姓名為Edith Bland，1858年8月15日—1924年5月4日）是英國小說作家和詩人，在兒童文學的出版上使用E. Nesbit為名。其最著名的文學作品為曾經改編成電影《沙仙活地魔》（Five Children and It，2004年）的奇幻魔法故事系列：《五個孩子和一個怪物》、《五個孩子和鳳凰與魔毯》、《五個孩子和一個護身符》三部曲 ，和《鐵路邊的孩子們》。

## 作品列表
- 《尋寶奇謀（英语：The Story of the Treasure Seekers）》 The Story of the Treasure Seekers (1899年)
- 《淘氣鬼行善記（英语：The Wouldbegoods）》The Wouldbegoods (1899年)
- 《五個孩子和一個怪物》Five Children and It (1902年)
- 《五個孩子和鳳凰與魔毯（英语：The Phoenix and the Carpet）》The Phoenix and the Carpet (1904年)
- 《五個孩子和一個護身符（英语：The Story of the Amulet）》The Story of the Amulet (1905年)
- 《鐵路邊的孩子們》The Railway Children (1906年)
- 《魔法城堡（英语：The Enchanted Castle）》The Enchanted Castle (1907年)
- 《亞頓城的魔法（英语：The House of Arden）》The House of Arden (1908年)
- 《迪奇的時空旅行》Harding's Luck (1909年)
- 《魔術之城（英语：The Magic City (novel)）》The Magic City (1910年)
- Grim Tales (stories) (1893年)
- The Pilot (1893年)
- The Seven Dragons (1899年)
- The New Treasure Seekers (1904年)
- The Three Mothers (1908年)
- These Little Ones (1909年)
- Dormant (1911年)
- Wet Magic (1913年)
- To the Adventurous (stories) (1923年)

## 身後影響
作家C·S·路易斯童年曾讀過内斯比特的小說，對他產生了影響。路易斯曾在信件中提到他寫童書的想法「那將會是傳承内斯比特的傳統」:123。
J·K·羅琳亦受到内斯比特小說的影響，她說：「伊迪絲·內斯比特的作品，一直是我行文風格臨摹的對象」。

## 外部連結
- 網路推理小說資料庫上的E·內斯比特
- Vidal, Gore. The Writing of E. Nesbit. The New York Review of Books.  DECEMBER 3, 1964 ISSUE

http://www.nybooks.com/articles/1964/12/03/the-writing-of-e-nesbit/（页面存档备份，存于）
- The Literature Network

http://www.online-literature.com/edith-nesbit/（页面存档备份，存于）